# وقف قدس

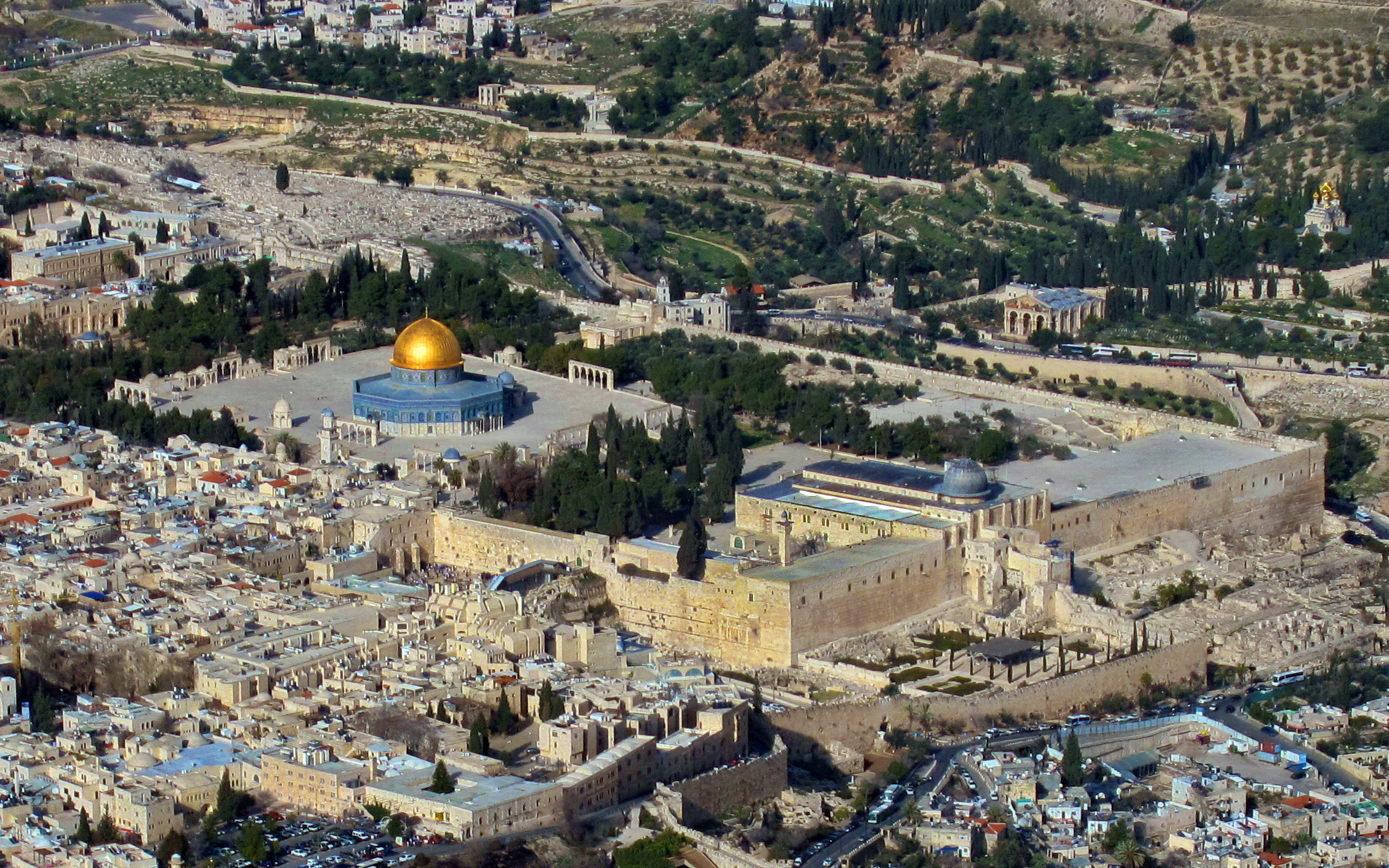
منطقه الاقصی در شرق بیت‌المقدس با قبه الصخره

اداره امور وقف و مسجد الاقصی اورشلیم، که با نام‌های وقف اورشلیم، وقف اردنی یا به تنهایی با نام وقف نیز شناخته می‌شود، تشکیلاتی است که توسط اردن منصوب گردیده و مسئول کنترل و مدیریت بناهای اسلامی کنونی واقع در کوه معبد است. شهر قدیمی اورشلیم که در نزد مسلمانان به الاقصی معروف است شامل قبه الصخره می‌باشد. وقف اورشلیم توسط شورایی متشکل از ۱۸ عضو و توسط یک مدیر هدایت می‌شود که همگی توسط اردن منصوب می‌شوند. مدیر فعلی وقف، از سال ۲۰۰۵، شیخ عزام الخطیب است.